# Austrolimnophila (Austrolimnophila) stenoptera
Austrolimnophila (Austrolimnophila) stenoptera is een tweevleugelige uit de familie steltmuggen (Limoniidae). De soort komt voor in het Neotropisch gebied.